# 斯派克角
77°18′S 163°34′E / 77.300°S 163.567°E
斯派克角（英語：Spike Cape）是南極洲的海岬，位於維多利亞地的斯科特海岸，處於鄧洛普島以南7公里，由英國探險隊繪入地圖，現時由南極條約體系管理。